# Naebang (metropolitana di Seul)
Naebang (내방역 - 內方驛, Naebang-yeok ) è una stazione della metropolitana di Seul servita dalla linea 7 della metropolitana di Seul. Si trova nel quartiere di Seocho-gu, a sud rispetto al centro della città.

## Linee
SMRT
● Linea 7 (Codice: 735)

## Struttura
La stazione è realizzata sottoterra, e possiede due banchine laterali, con due binari con porte di banchina a piena altezza e ascensori. Sono presenti un'area tornelli e 8 uscite in superficie.
| Direzione Jangam            | ● Linea 7 | per Express Bus Terminal, Geondae-ipgu, Nowon e Jangam |
| Direzione Bupyeong-gucheong | ● Linea 7 | per Isu, Daerim, Onsu e Bupyeong-gucheong              |

## Stazioni adiacenti
| «                    | Servizio | »       |
| Linea 7              | Linea 7  | Linea 7 |
| -------------------- | -------- | ------- |
| Express Bus Terminal | -        | Isu     |